# Stazione di Salonicco
La stazione di Salonicco (Νέος Σιδηροδρομικός Σταθμός Θεσσαλονίκης, ufficialmente nuova stazione di Salonicco) è la principale stazione ferroviaria a servizio della cittadina greca, situata nel quartiere centrale di Verdaris. È gestita dalla OSE.

## Storia
La stazione è stata inaugurata dal ministro dei Lavori pubblici Demetrio Vranopoulos il 2 settembre 1961. All'inaugurazione hanno partecipato il ministro della Grecia del Nord Dionisis Manentis, il ministro della Pubblica istruzione Gregory Kasimatis, MP Alexandros Theodosiadis e altri funzionari; il vescovo Stephen ha benedetto la nuova stazione ferroviaria. Un concorso di architettura è stato bandito nel 1935 per una nuova stazione ferroviaria a Salonicco; la costruzione iniziò nel 1937. All'inizio della seconda guerra mondiale e per tutta la durata dell'occupazione vennero interrotti i lavori e ripresero a gennaio 1951 da parte del governo di centro di Plastiras - Venizelos - Papandreou.

## Interscambi
Ci sono diverse linee di autobus dell'OASTH che hanno il loro punto di partenza dalla stazione.